# Rotglà i Corberà
Rotglà i Corberà è un comune spagnolo di 1 000 abitanti situato nella comunità autonoma Valenciana.